# Henning Christophersen
Henning Christophersen (Copenaghen, 8 novembre 1939 – Bruxelles, 31 dicembre 2016) è stato un politico danese, esponente del Partito Liberale Danese.
È stato ministro e commissario europeo.

## Biografia

### Formazione
Christophersen si laureò in economia all'università di Copenaghen.
Cominciò la carriera professionale come consulente della Camera danese delle piccole e medie imprese.

### Carriera politica
Christophersen cominciò la carriera politica nell'ambito del movimento giovanile del Partito Liberale Danese.
Nel 1971 venne eletto membro del parlamento, svolse l'incarico ininterrottamente fino alla fine del 1984.

#### Leader del Partito liberale e ministro
Nel 1972 venne eletto vicesegretario del Partito Liberale Danese e nel 1978 ne divenne leader, rimanendo in carica fino al 1984.
Dopo la vittoria elettorale del 1978, Christophersen divenne ministro degli affari esteri nel governo di Anker Jørgensen. Svolse l'incarico fino al 1979, quando venne nominato membro del consiglio della banca centrale danese. Dal 1982 al 1984 fu ministro delle finanze e vice primo ministro nel governo di Poul Schlüter.

#### Commissario europeo
Nel 1985 Christophersen entrò in carica come membro della Commissione Delors I, come commissario europeo per il bilancio e il controllo finanziario, il personale e l'amministrazione e vicepresidente della Commissione. Servì anche nelle successive commissioni Delors II e Delors III (1989-1995) in qualità di Commissario europeo per gli affari economici e finanziari.
Christophersen si occupò dell'Unione monetaria europea e della pianificazione della creazione di una moneta unica europea.
Dal 2002 al 2003 Christophersen fece parte della Convenzione europea come rappresentante del primo ministro danese.

### Altre attività
Dal 1995 Christophersen svolge attività di consulenza su questioni europee. È stato consulente del governo ceco e del governo svedese. È membro del Consiglio danese per la politica europea e presidente del consiglio direttivo dell'Istituto europeo di pubblica amministrazione di Maastricht. È tra i fondatori del think tank "Forum Europa"
È stato ed è membro dei consigli di amministrazione e dirigente di una serie di società, tra cui Danske Bank, Kreab, Metro, SCANCEM, Örestad Development Cooperation, Scania e CMO Holding.
Dal 1998 al 2006 presiedette l'"Energy Charter Conference".

## Vita personale
Christophersen era sposato ed aveva tre figli.